# 马深广
马深广（1973年4月13日—），产品、包装、平面设计师，美术指导，深圳平面设计协会（SGDA）顾问。
马深广生于湖北石首，深圳设计师。师从湖北艺术家黄抱玉、深圳设计师王粤飞、陈绍华。主要从事包装、产品、器物、家具的设计。

## 生平
1973年，马深广出生于湖北石首。“深广”来自于毛泽东语录中“深挖洞，广积粮”的一句。少年时期在外公和父亲的指导下学习书画；1988年，中专四年修读美术和机电专业；1992年，考入石首市印刷包装公司，开始从事设计工作；1995年，于多家深圳公司从事设计工作。之后开始参加国际国内设计与艺术竞赛，并获得奖项；1999年，成立设计公司(共同设计Coidea Design)。二十多年来主要从事包装、广告、产品、家具等设计工作；2003年，与杨振、张晓明等设计师一起策划“2003深圳反战海报艺术展”；2005年，为众多企业设计酒类、茶类包装、广告，并获得GDC设计奖协会奖、银奖、铜奖、优异奖，同年被选为深圳平面设计师协会(SGDA)副主席；2007年，任中国美术学院现代设计研修工作坊导师；2010年，任世界大学生运动会特许商品设计总监；2011年，先后为五粮液、茅台、中国劲酒、红星、皇台酒、蒙顶茶、华为、OPPO、VIVO等企业和品牌提供设计；2013年，《红星高照酒》包装获得GDC设计奖金奖；2015年，《世界和平》包装获得GDC设计奖金奖。

## 作品
五粮液百年老店包装设计（2003年）
蒙顶茶包装设计（2005年）
皇台酒包装设计（2010年）
世界大学生运动会特许商品设计（2011年）
创办并设计“名物”、“无形”企业与产品（2012、2014年）
红星高照酒包装设计（2013年）
山外有山香器（2014年）
世界和平酒包装设计（2015年）
茅台·一生一壶包装设计（2017年）
羵羊王酒包装设计（2021年）

## 历年展览、收藏与获奖
GDC设计奖  金奖、SGDA协会奖、提名奖、银奖、铜奖等30余项  2019  2015  2013  2011  2009  2007  2005  2003
HKDA香港设计师协会环球设计大奖  评审奖、银奖、铜奖等10余项  2021  2013  2005  2000
第85届、101届纽约艺术指导俱乐部  优异奖  2022 2006
台湾金点奖3项  2019
DFA亚洲最具影响力设计奖  2019
中国国际文化产业博览交易会  特别金奖、金奖2项 、银奖2项  2013  2018
第33届美国莫比广告奖  最佳包装奖2项  2003
第2届华人平面设计展  优异奖等10余项  2002
文化产业英才奖   国家文化部  广东省政府  2008
作品于以下城市及地区展出
纽约、亚特兰大、旧金山、伦敦、莫斯科、布尔诺、索菲亚、哈尔科夫、哥本哈根、特尔纳瓦、富山、首尔、京都、汉堡、深圳、上海、北京、宁波、西安、大连、延边
收藏
深圳关山月美术馆
德国汉堡工艺美术博物馆
评委
GDC设计奖  2021
SGDA 年鉴 会员奖  2021
LIA伦敦奖  2018
靳埭强设计奖  2014
白金创意设计奖  2007